# Terence Brain

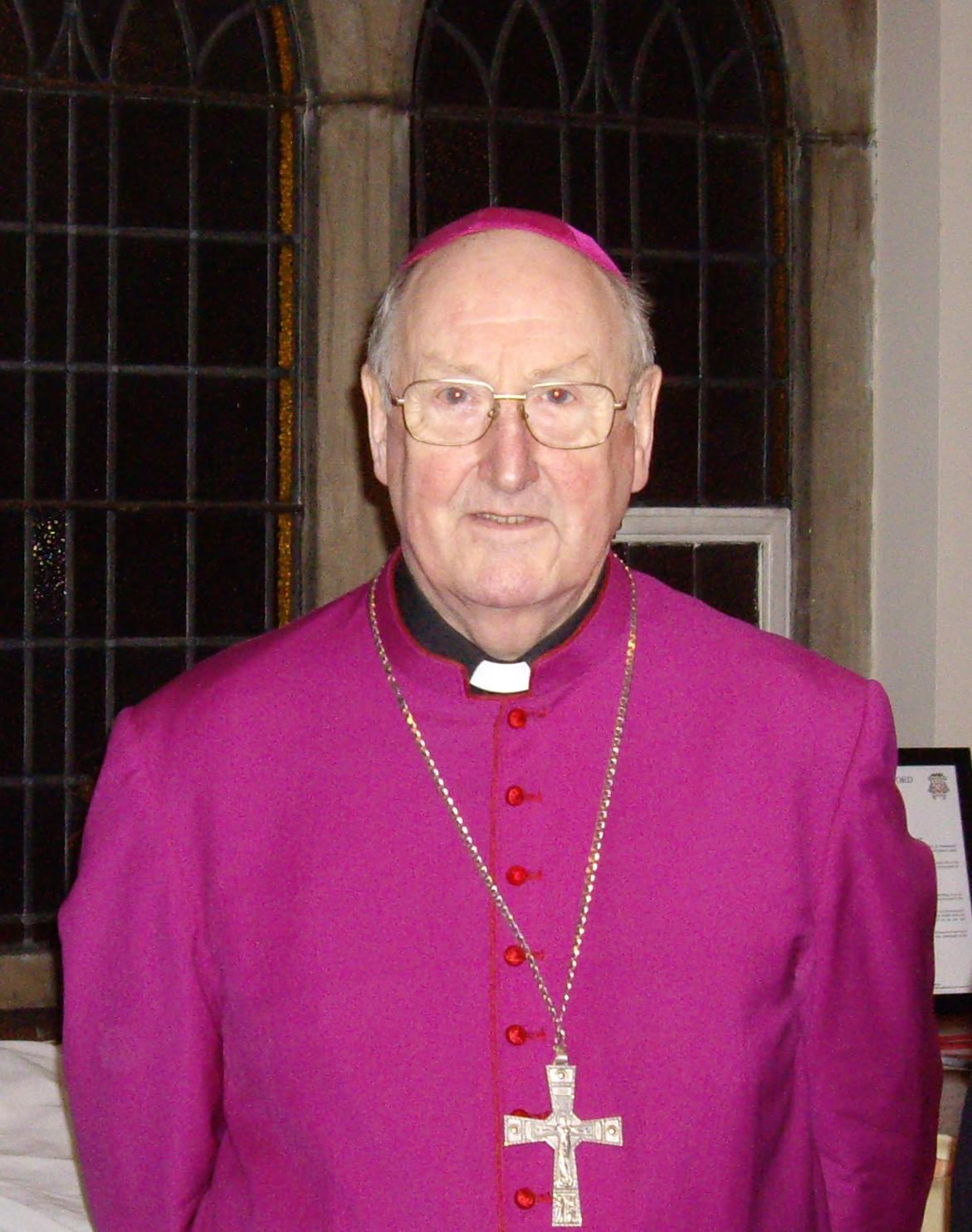
Bischof Terence Brain (2009)

Terence John Brain (* 19. Dezember 1938 in Coventry, Vereinigtes Königreich) ist emeritierter Bischof von Salford.

## Leben
Der Erzbischof von Birmingham, Francis Joseph Grimshaw, weihte ihn am 22. Februar 1964 zum Priester.
Papst Johannes Paul II. ernannte ihn am 5. Februar 1991 zum Titularbischof von Amudarsa und zum Weihbischof in Birmingham. Die Bischofsweihe spendete ihm der Erzbischof von Birmingham, Maurice Noël Léon Couve de Murville, am 25. April desselben Jahres; Mitkonsekratoren waren Joseph Gray, Bischof von Shrewsbury, und Crispian Hollis, Bischof von Portsmouth.
Am 2. September 1997 berief ihn Johannes Paul II. zum Bischof von Salford, die feierliche Amtseinführung (Inthronisation) fand am 7. Oktober desselben Jahres statt.
Papst Franziskus nahm am 30. September 2014 seinen altersbedingten Rücktritt an.